# Dinetus truncatus
Dinetus truncatus är en vindeväxtart som först beskrevs av Wilhelm Sulpiz Kurz, och fick sitt nu gällande namn av Staples. Dinetus truncatus ingår i släktet Dinetus och familjen vindeväxter. Inga underarter finns listade i Catalogue of Life.